# Lahoussoye

Lahoussoye este o comună în departamentul Somme, Franța. În 1 ianuarie 2022 avea o populație de 449 de locuitori.